# Kalepark

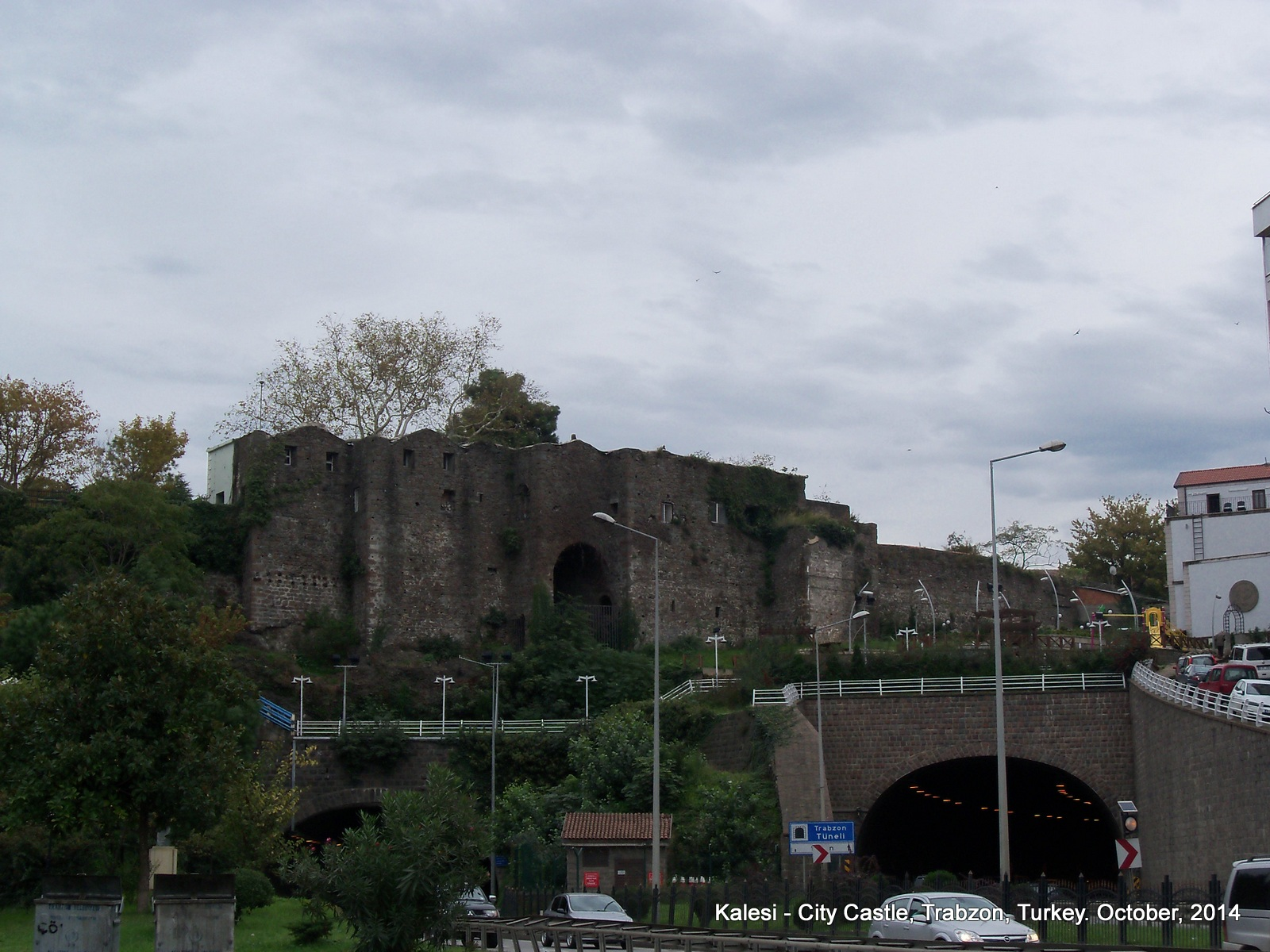
Quello che resta oggi della fortezza.

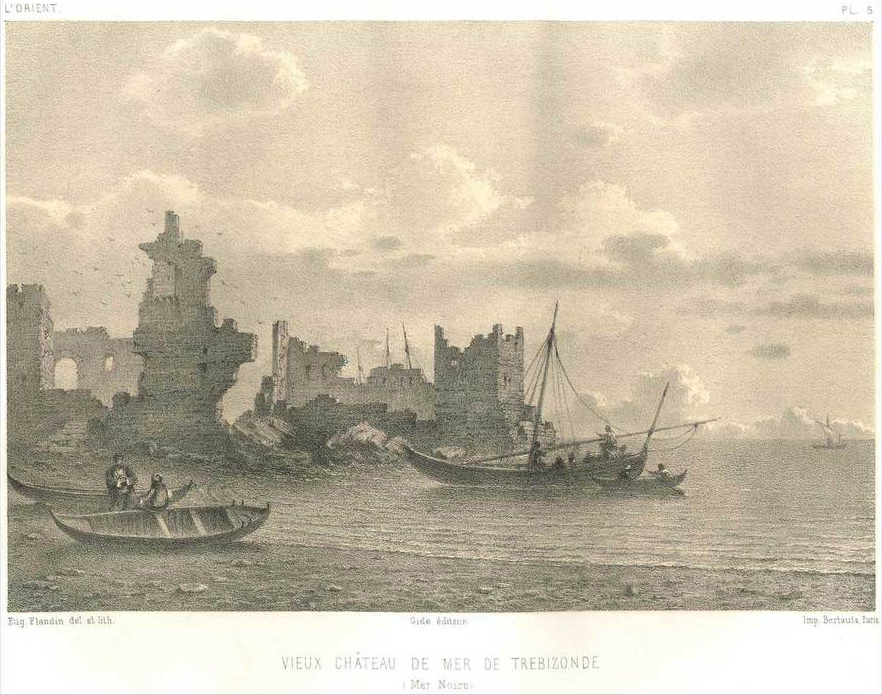
Il Kalepark in rovina. Disegno di Eugène Flandin.

Kalepark (originariamente chiamato Leonkastron e successivamente Güzelhisar, che in turco significa "Bel Castello") è un castello nella parte orientale di Trebisonda, in Turchia.
Fu acquistato e ulteriormente fortificato da mercanti genovesi come fortezza medievale. La fortezza era costruita su uno sperone roccioso che dominava strategicamente entrambi i porti della città: quello estivo a ovest e quello invernale a est. A poche centinaia di metri a ovest del Leonkastron si trovava il "Castello veneziano", che era un avamposto commerciale fortificato concorrente. 
Nei secoli successivi molti altri europei si stabilirono nelle strade tra queste fortezze - come i commercianti di Leopoli in Ucraina - e questo divenne noto come il "quartiere europeo".
Negli anni '40 del XVII secolo, nello stesso luogo fu costruito un palazzo per il governatore ottomano Ahmet Pascià, che fu distrutto da un incendio nel 1790.
Il castello fu sottoposto a frequenti bombardamenti durante la Prima guerra mondiale da parte della marina russa, a causa della sua posizione facilmente accessibile vicino alla costa del Mar Nero.